# Quijingue (ort)
Quijingue är en ort i Brasilien.   Den ligger i kommunen Quijingue och delstaten Bahia, i den östra delen av landet, 1 100 km nordost om huvudstaden Brasília. Quijingue ligger 358 meter över havet och antalet invånare är 4 293.
Terrängen runt Quijingue är huvudsakligen platt, men västerut är den kuperad. Runt Quijingue är det glesbefolkat, med 18 invånare per kvadratkilometer..
Omgivningarna runt Quijingue är huvudsakligen savann.